# Leo Kok (Antiquar)
Leo Kok (eigentlich Lion Andries Kok; geboren 24. November 1893 in Amsterdam; gestorben 7. August 1992 in Ascona) war ein niederländischer Musiker, Komponist, Antiquar und Widerstandskämpfer in der Zeit des Nationalsozialismus.

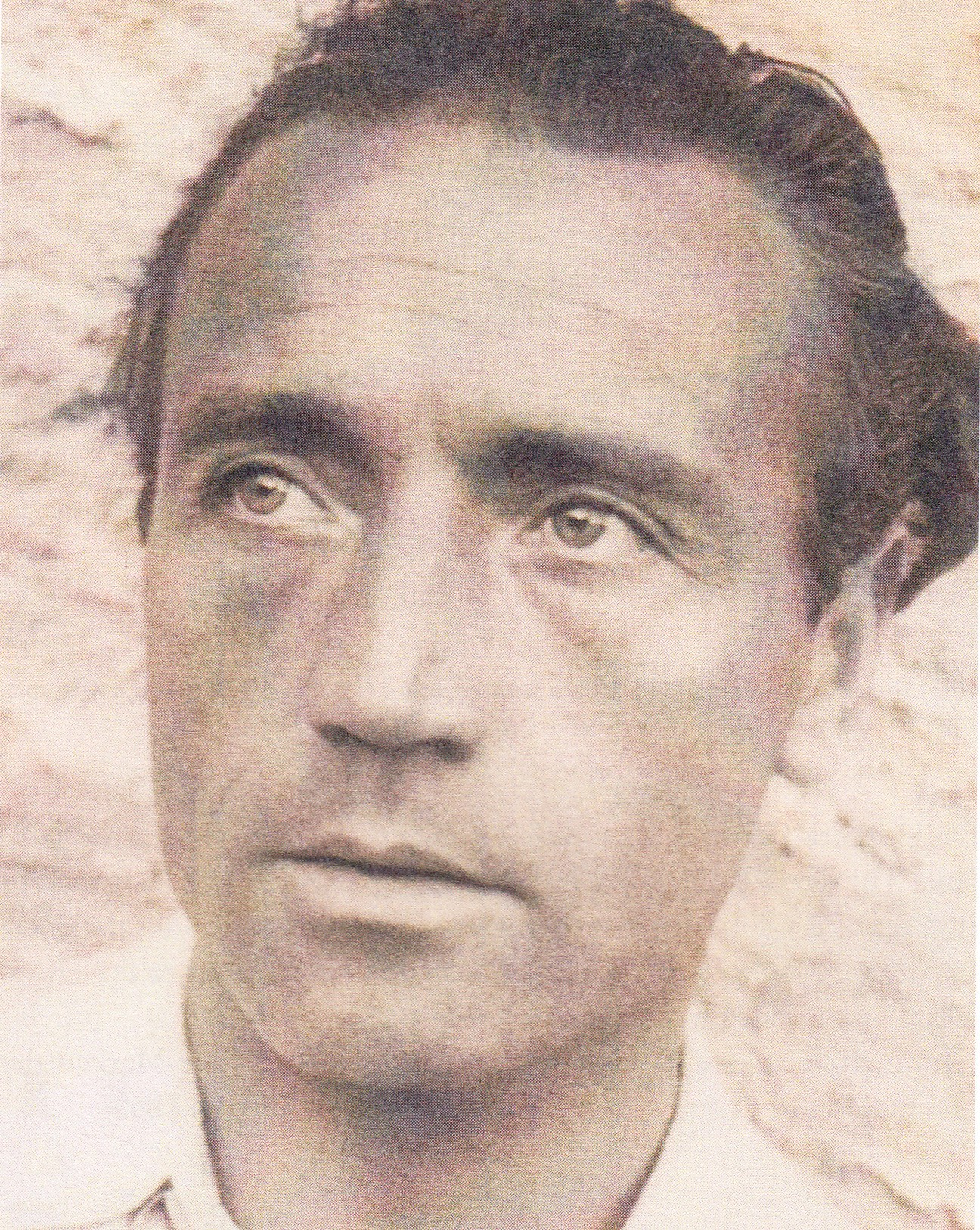
Leo Kok (ca. 1930)

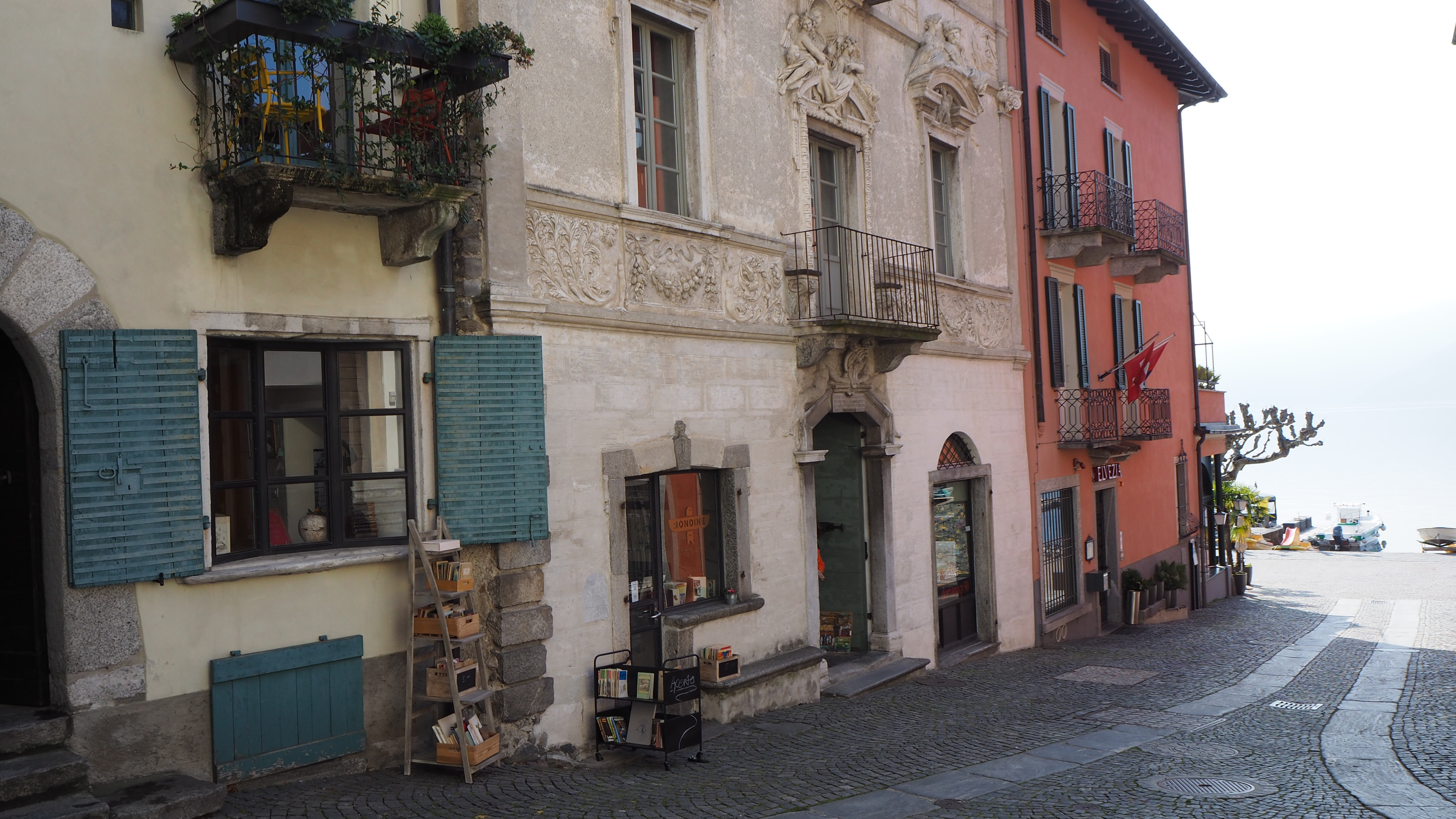
Leo Koks Antiquariat Libreria della Rondine

## Leben
Leo Kok wurde 1893 als Sohn jüdisch-protestantischer Eltern geboren. Nach deren frühem Tod wuchs er erst bei seiner Großmutter, dann bei einer Tante auf. Von ihr erhielt er seine erste musikalische Ausbildung. Ab 1912 studierte er am Koninklijk Conservatorium Den Haag.
Bei Ausbruch des Ersten Weltkriegs 1914 wurde Kok, der als überzeugter Pazifist den Wehrdienst verweigerte, für drei Jahre in der Festung Den Helder interniert.
Nach seiner Freilassung arbeitete er zunächst als Pianist und Dirigent des Schifforchesters an Bord eines Dampfers auf der Route Rotterdam – Rio De Janeiro.
1919 wurde der gemeinsame Sohn mit der Sopranistin Hetty Marx geboren, 1921 heirateten die Eltern.
Vermutlich durch Hetty Marx lernte Leo Kok Ascona kennen, wohin er erstmalig 1920 kam. Dort lernte er die Ausdruckstänzerin Charlotte Bara kennen, mit der er in Folge künstlerisch zusammenarbeitete. Paul Bachrach, der Vater von Charlotte Bara, hatte 1928 neben seinem Wohnhaus das Teatro San Materno für seine Tochter als Privatbühne erbauen lassen. In Ascona kam Leo Kok auch mit der Bohéme-Welt in Berührung, die von den Lebensreformern auf dem Monte Verità angezogen worden war.
Neben der Zusammenarbeit mit Charlotte Bara übernahm Leo Kok eine Stelle als Kapellmeister im Kursaal von Locarno, verbrachte aber einen wesentlichen Teil seiner Zeit in Paris.
In Paris fand er Anschluss an die dortige künstlerische Avantgarde, vor allem über seine Freundschaft zu den Brüdern Alexandre und Charles-Albert Cingria. Zu seinem Bekanntenkreis gehörten unter anderem Arthur Honegger und Giacinto Scelsi sowie der Verleger Guy Lévis Mano, in dessen Atelier in der Rue Huyghens 6 er zeitweise wohnte.
Im Zweiten Weltkrieg schloss sich Leo Kok der französischen Résistance an und half Flüchtlingen bei der Ausreise nach Spanien, Afrika und England. Er wurde am 29. November 1943 in Paris von der Gestapo verhaftet und am 24. Januar 1944 als politischer Häftling in das Konzentrationslager Buchenwald gebracht.
Nach der Befreiung des Lagers am 11. April 1945 übernahm Leo Kok die künstlerische Verantwortung für die Trauerzeremonie am 19. April 1945, bei der der Schwur von Buchenwald verlesen wurde.
Leo Kok kehrte nach Paris zurück und gründete ein Antiquariat, in dem er Bücher aus seinem eigenen Besitz verkaufte, die während des Krieges bei Freunden untergebracht waren. Bereits 1946 zog er allerdings um nach Ascona, wo er 1951 das Antiquariat Libreria della Rondine gründete.
Sein Antiquariat entwickelte sich schnell zu einem Treffpunkt für die Künstlerszene des Tessin; unter anderem verkehrten hier Hermann Hesse, Walter Mehring, Hans Habe, Jo Mihaly, Henry Jaeger und Erich Maria Remarque. Letzterer verarbeitete unter anderem Koks KZ-Erfahrungen in seinem Buch „Der Funke Leben“. Eine Freundschaft verband ihn auch mit dem Arche-Verleger Peter Schifferli.
Als Konzertpianist wurde Leo Kok nicht mehr aktiv, wahrscheinlich vor allem wegen der bei der Folter in Buchenwald erlittenen Verletzungen an den Händen. Er komponierte jedoch weiter und begleitete musikalisch das Marionettentheater von Ascona, das von einer Künstlergruppe um Jakob Flach gegründet und betrieben wurde. Im Rahmen des Marionettentheaters arbeitete Kok unter anderen mit dem Holzschnitzer und Maler Ignaz Epper (Puppen), dem Dichter und Maler Richard Seewald (Dekoration) und dem Schweizer Maler und Architekt Werner J. Müller (Kulisse) sowie dessen Sohn Dimitri (Sprecher und Sänger) zusammen.
1979 übergab Leo Kok sein Antiquariat an einen Nachfolger.

## Musikalische Arbeiten
Leo Kok war zunächst vor allem als Klavierbegleiter aktiv und arbeitete sowohl für Opernsängerinnen wie seine Ehefrau Hetty Marx und die schwedische Sopranistin Louise Alvar als auch für Tänzerinnen wie Lili Green und Charlotte Bara. Für die beiden Letztgenannten komponierte Leo Kok auch.
Leo Koks Lieder und Kammermusik wurden unter anderem 1925 und 1927 bei dem Londoner Verlagshaus Chester und 1935 in einem Band der Edition GLM des Verlegers Guy Lévis Mano veröffentlicht.
Seine Komposition Il canto del cucú, die er 1924 für das Ballet für das Kamelienfest in Ascona geschrieben hatte, entwickelte sich im Tessin und in Italien zum Volkslied.
Angaben in der Literatur über Leo Koks Arbeit in Paris in den 1930er Jahren sind oft widersprüchlich, da im selben Zeitraum der ebenfalls in der Stadt als Musiker arbeitende Leendert Kok den Künstlernamen Leo Kok angenommen hatte und sich in ähnlichen Kreisen bewegte. So waren etwa beide in Kontakt mit Erich Maria Remarque. Der Pianist und Tänzer Leendert „Leo“ Kok fiel vor allem als Begleiter und Verehrer der Sängerin Mistinguett auf.
Eine Auswahl seiner Kompositionen wurde 2013 in einer Produktion der Gideon Boss Musikproduktion und des Deutschlandfunks eingespielt.

## Werke
- 2013: Leo Kok: Lieder und Kammermusik (Deutschlandfunk/Gideon Boss Musikproduktion CD62432)